# Plynoměr

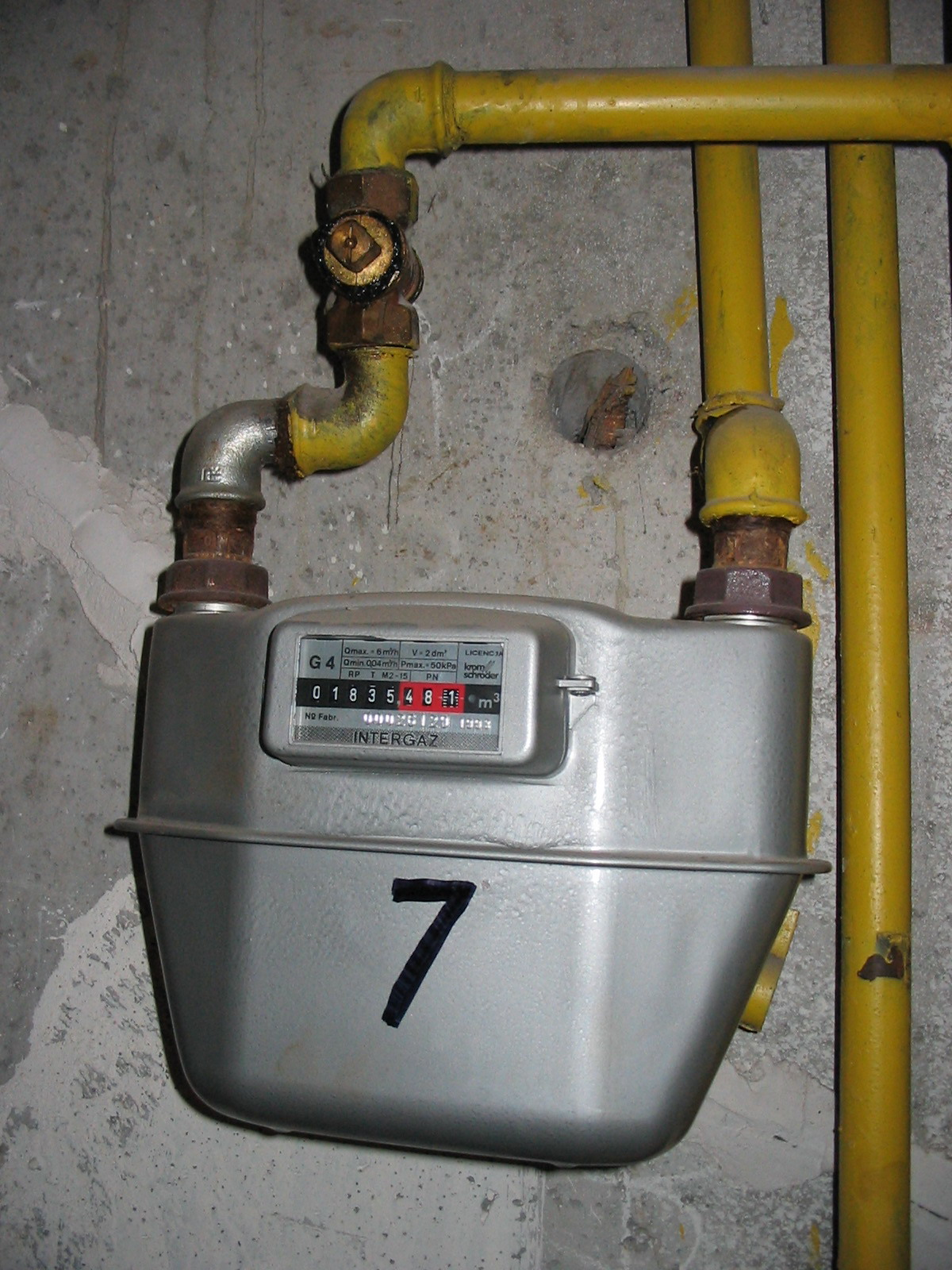
Membránový plynoměr používaný pro domácnosti

Plynoměr je přístroj na měření objemu a spotřeby plynů. Výsledek je vyjádřen v litrech (1 dm3) nebo v m3.

## Umístění plynoměru
Plynoměry se umísťují na dobře přístupných místech. Minimální vzdálenost od spotřebičů je určena předpisy. Nesmí být umístěn v chráněných únikových chodbách. Vstup do plynoměru je vždy z levé strany z pohledu číselníku. Na vstupu musí být osazen uzávěrem. V přesně daných intervalech by měl být plynoměr vyměněn a podroben ocejchování. Domovní plynoměry jsou ve vlastnictví distributora plynu, rozvod plynu od HUP ( včetně HUP) před plynoměrem a za plynoměrem jsou již vlastníka objektu.

## Dělení plynoměrů
Pro domácnostní odběry se používá plynoměr membránový, pro střední odběry rotační pístové, pro větší budovy (např. školy) plynoměry rychlostní.

### Objemové plynoměry

#### Suchý membránový plynoměr
Má tvar hranolu, v kterém jsou dva měchy, které se střídavě plní a vyprazdňují plynem. Každé naplnění se projeví na číselníku.

#### Olejový plynoměr
Má tvar hranolu a jsou v něm umístěny dva stejně veliké plechové zvony, ponořené v oleji. Zvony se střídavě plní a vyprazdňují plynem. Při tom se vynořují z oleje a zase do něj ponořují. Tento pohyb je opět přenesen na počítadlo plynoměru.

#### Rotační pístový plynoměr
Je založen na principu měření plynu rotujícími písty ve tvaru osmičky. Pohybem plynu se písty ve svém středu otáčejí a tento pohyb je přenesen na počítadlo plynoměru.

### Rychlostní plynoměry
Prouděním plynu se otáčí lopatkové turbínové kolo a jeho otáčky se přenášejí soukolím na číselník. Tento druh plynoměru není příliš velký, ale vyžaduje delší úsek rovného potrubí. Malá hřídel může být vodorovná i svislá.

### Dynamické plynoměry
Jsou založeny na jednoduchém principu rozdílného tlaku před a za clonou. Čím větší je průtok plynu, tím větší je rozdíl tlaku před a za clonou. Tyto plynoměry se používají pro měření většího množství plynu (např. v plynárnách).

### Plynoměry ultrazvukové
Tyto plynoměry jsou plně elektronické a pracují na principu ultrazvuku. Zvuková vlna od vysílače, šířící se po směru průtoku plynu, vyžaduje pro překonání vzdálenosti mezi vysílačem a přijímačem méně času, než při šíření opačným směrem nebo při ustálení pohybu plynu. Tímto rozdílem lze určit množství proteklého plynu.